# Live-Evil (Miles Davis)
Live-Evil è un doppio album di Miles Davis registrato nel 1970 sia in studio che dal vivo e pubblicato nel 1971 che raggiunse la quarta posizione nella classifica Billboard Jazz Albums. L'album è un esperimento che combina registrazioni in studio e dal vivo e rielaborate e montate in studio da Teo Macero e dallo stesso Miles Davis. Le registrazioni in studio si svolgono nei Columbia Studios, di New York, mentre quelle dal vivo al "Cellar Door Club" di Washington DC.

## Il disco
La maggior parte del disco è costituita da materiale registrato dal vivo nel dicembre del 1970, al Cellar Door Club di Washington, DC, dove Davis e il suo gruppo furono di scena almeno per una settimana facendo tre set per sera (altri nastri di questo periodo sono stati di recente "scoperti" e pubblicati nel 2005 con il titolo The Cellar Door Sessions).
Holland e Corea lasciarono il gruppo di Miles alla fine di Settembre, per formare il gruppo Circle, assieme a Barry Altschul e Anthony Braxton.

### Copertina
La copertina dell'album fu realizzata dall'illustratore Mati Klarwein, che si era occupato con successo della copertina del precedente Bitches Brew. Klarwein ideò il disegno autonomamente, ma l'illustrazione per il retro di copertina scaturì da una idea di Davis:

## Tracce
Lato uno
1. Sivad - 15:13
2. Little Church - 3:14
3. Medley: Gemini/Double Image - 5:53

Lato due
1. What I Say - 21:09
2. Nem Um Talvez - 4:03

Lato tre
1. Selim - 2:12
2. Funky Tonk - 23:26

Lato quattro
1. Inamorata and Narration by Conrad Roberts - 26:29

## Musicisti e formazione delle sessioni alCellar Door
- Miles Davis - tromba elettrica con Wah Wah
- Gary Bartz - sax soprano, sax contralto
- Keith Jarrett - Fender Rhodes piano elettrico & organo elettrico Fender
- John McLaughlin - chitarra elettrica
- Michael Henderson - basso elettrico
- Jack DeJohnette - Batteria
- Airto Moreira - percussioni, cuíca in Sivad
- Conrad Roberts - voce narrante
- Sessioni al Cellar Door, 19 dicembre, 1970: Sivad (parte di Directions e segmenti in studio di Honky Tonk, e registrazione live di Honky Tonk), What I Say, Funky Tonk e Inamorata & Narration by Conrad Roberts.

## Dettagli di registrazione
Side One (25:20)
1. Sivad (15:13) Registrazione 19 dicembre, 1970 alla Cellar Door, Washington, DC & 19 maggio, 1970 alla Columbia Studio C, New York, NY
| Durata      | Fonte                                                    |
| ----------- | -------------------------------------------------------- |
| 00:00-00:01 | Directions (2º set) 0:00-0:01 (drum roll)                |
| 00:02-03:24 | Directions (2º set) 11:30-14:44 + Honky Tonk 00:00-00:08 |
| 03:25-04:14 | Honky Tonk (studio, 19 maggio 1970) 00:00-00:49          |
| 04:15-09:11 | Honky Tonk (2º set) 05:23-10:20                          |
| 09:12-15:12 | Honky Tonk (2°) 15:13-21:14                              |

- Miles Davis - tromba elettrica con Wah Wah
- Gary Bartz - sax soprano, sax contralto
- Keith Jarrett - Fender Rhodes piano elettrico & organo elettrico Fender
- John McLaughlin - chitarra elettrica
- Michael Henderson - basso elettrico
- Jack DeJohnette - Batteria
- Airto Moreira -  percussioni, cuíca

2. Little Church (3:14) Registrazione 4 giugno, 1970 alla Columbia Studio B, New York, NY
- Miles Davis - tromba
- Steve Grossman - sax soprano
- Chick Corea - piano elettrico
- Herbie Hancock - piano elettrico
- Keith Jarrett - organo elettrico
- John McLaughlin - chitarra elettrica
- Dave Holland - basso elettrico, basso acustico
- Jack DeJohnette - Batteria
- Airto Moreira - percussioni
- Hermeto Pascoal - Batteria, whistling, voce, piano elettrico

3. Medley: Gemini/Double Image (5:53) Registrazione 6 febbraio, 1970 alla Columbia Studio B, New York, NY
- Miles Davis - tromba
- Wayne Shorter - sax soprano
- Joe Zawinul - piano elettrico
- Chick Corea - piano elettrico
- John McLaughlin - chitarra elettrica
- Dave Holland - basso acustico
- Khalil Balakrishna - sitar elettrica
- Billy Cobham - batteria
- Jack DeJohnette - batteria
- Airto Moreira - percussioni

Side Two (25:12)
1. What I Say (21:09) Registrazione 19 dicembre, 1970 alla The Cellar Door, Washington, DC
| Durata      | Fonte                           |
| ----------- | ------------------------------- |
| 00:00-20:50 | What I Say (2º set) 00:00-20:50 |
| 20:51-21:09 | Sanctuary (2º set) 00:00-00:18  |

- Miles Davis - tromba elettrica con Wah Wah
- Gary Bartz - sax soprano, sax contralto
- Keith Jarrett - Fender Rhodes piano elettrico & organo elettrico Fender
- John McLaughlin - chitarra elettrica
- Michael Henderson - basso elettrico
- Jack DeJohnette - Batteria
- Airto Moreira -  percussioni

2. Nem Um Talvez (4:03) Registrazione 3 giugno, 1970 alla Columbia Studio B, New York, NY
- Miles Davis - tromba
- Steve Grossman - sax soprano
- Chick Corea - piano elettrico
- Herbie Hancock - piano elettrico
- Keith Jarrett - organo elettrico
- Ron Carter - basso acustico
- Jack DeJohnette - Batteria
- Airto Moreira - percussioni
- Hermeto Pascoal - batteria, voce

Side Three (25:38)
1. Selim (2:12) Registrazione 3 giugno, 1970 alla Columbia Studio B, New York, NY
- Miles Davis - tromba
- Steve Grossman - sax soprano
- Chick Corea - piano elettrico
- Herbie Hancock - piano elettrico
- Keith Jarrett - organo elettrico
- Ron Carter - basso acustico
- Jack DeJohnette - Batteria
- Airto Moreira - percussioni
- Hermeto Pascoal - batteria, voce

2. Funky Tonk (23:26) Registrazione 19 dicembre, 1970 alla The Cellar Door, Washington, DC
| Durata      | Fonte                                           |
| ----------- | ----------------------------------------------- |
| 00:00-02:54 | Directions (3º set) 00:47-03:41 (theme excised) |
| 02:55-04:53 | Directions (3º set) 03:54-05:51 (theme excised) |
| 04:54-16:14 | Directions (3º set) 06:20-17:39 (theme excised) |
| 16:15-16:50 | Directions (3º set) 18:03-18:39                 |
| 16:51-20:12 | Funky Tonk (3º set) 00:00-03:21                 |
| 20:13-20:18 | Funky Tonk (3º set) 03:59-04:04                 |
| 20:19-23:23 | Funky Tonk (3º set) 04:15-07:20                 |

- Miles Davis - tromba elettrica con Wah Wah
- Gary Bartz - sax soprano, sax contralto
- Keith Jarrett - Fender Rhodes piano elettrico & organo elettrico Fender
- John McLaughlin - chitarra elettrica
- Michael Henderson - basso elettrico
- Jack DeJohnette - Batteria
- Airto Moreira -  percussioni

Side Four (26:29)
1. Inamorata and Narration by Conrad Roberts (26:29) Registrazione 19 dicembre, 1970 alla The Cellar Door, Washington, DC
| Durata      | Fonte                                                                  |
| ----------- | ---------------------------------------------------------------------- |
| 00:00-16:34 | Funky Tonk (3º set) 07:21-23:55                                        |
| 16:35-16:47 | Sanctuary (3º set) 01:50-02:02                                         |
| 16:47-23:08 | It's About That Time (3º set) 00:00-06:21                              |
| 23:09-26:08 | It's About That Time 0:00-2:59* Narration by Conrad Roberts first 0:43 |
| 26:08-26:28 | Sanctuary 0:00-0:20*                                                   |
|             | (*) Le ultime due sezioni non provengono dal The Cellar Door.          |

- Miles Davis - tromba elettrica con Wah Wah
- Gary Bartz - sax soprano, sax contralto
- Keith Jarrett - Fender Rhodes piano elettrico & organo elettrico Fender
- John McLaughlin - chitarra elettrica
- Michael Henderson - basso elettrico
- Jack DeJohnette - Batteria
- Airto Moreira -  percussioni
- Conrad Roberts - voce narrante, poesia

Note: Il box set The Cellar Door Sessions 1970 utilizza i titoli Improvisation #4 (per l'introduzione alla tastiera di Keith Jarrett) e Inamorata invece di Funky Tonk.